# Фрагањано
Фрагањано (итал. Fragagnano) је насеље у Италији у округу Таранто, региону Апулија.
Према процени из 2011. у насељу је живело 5098 становника. Насеље се налази на надморској висини од 101 м.

## Становништво
Према резултатима пописа становништва 2011. у општини је живело 5.353 становника.
| 1951. | 1961. | 1971. | 1981. | 1991. | 2001. | 2011. |
| ----- | ----- | ----- | ----- | ----- | ----- | ----- |
| 5.334 | 5.473 | 5.021 | 5.342 | 5.482 | 5.639 | 5.353 |